# Couteau rouillé
Pour plus de détails, voir Fiche technique et Distribution.
Couteau rouillé (錆びたナイフ, Sabita naifu) est un film japonais réalisé par Toshio Masuda, sorti en 1958.

## Synopsis
Deux amis, qui ont été témoins d’un meurtre commis par le crime organisé, sont menacés par la population qui souhaite qu'ils gardent le silence... 

## Fiche technique
- Titre français : Couteau rouillé
- Titre original : 錆びたナイフ (Sabita naifu?)[1]
- Titre anglais : Rusty Knife
- Réalisation : Toshio Masuda
- Scénario : Shintarō Ishihara et Toshio Masuda, d'après un roman de Shintarō Ishihara
- Photographie : Kuratarō Takamura
- Montage : Masanori Tsujii
- Musique : Masaru Satō
- Décors : Takashi Matsuyama
- Productrice : Takiko Mizunoe (ja)
- Société de production : Nikkatsu
- Société de distribution : Nikkatsu
- Pays d'origine :  Japon
- Langue originale : japonais
- Format : noir et blanc — 2,35:1 (Nikkatsu scope) — 35 mm — son mono (Westrex Recording System)
- Genre : yakuza eiga et drame
- Durée : 90 minutes[2] (métrage : dix bobines - 2 461 m[2])
- Date de sortie : 
  - Japon : 11 mars 1958[2]

## Distribution
- Yūjirō Ishihara : Yukihiko Tachibana
- Mie Kitahara : Keiko Nishida
- Akira Kobayashi : Makoto Terada
- Mari Shiraki (ja) : Yuri, la petite amie de Makoto
- Naoki Sugiura (ja) : Seiji Katsumata
- Joe Shishido : Shimabara
- Keiko Amaji : Yoko, la petite amie de Shimabara
- Shōji Yasui : le procureur Karita
- Nobuo Kawakami : l'inspecteur Kanō
- Toshio Takahara (ja) : l'inspecteur Takaishi
- Masao Shimizu : Shingo Mano
- Saburō Hiromatsu : Akira Mano, le fils de Shingo et le fiancé de Keiko
- Kaoru Kusuda (ja) : la propriétaire du salon de beauté